# Ziegler (Adelsgeschlecht)
Ziegler ist der Name mehrerer Adelsgeschlechter.

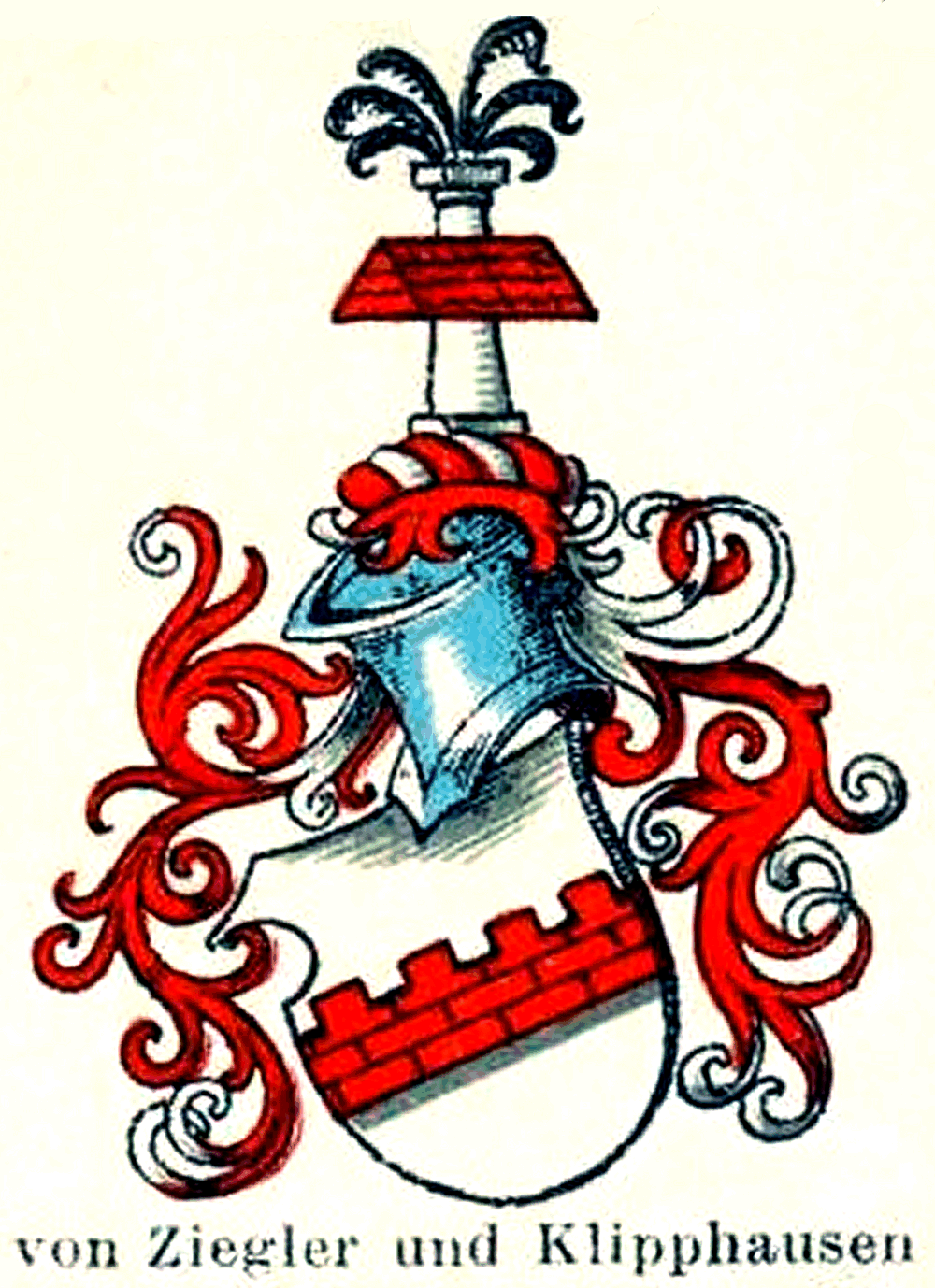
Wappen der Ziegler von Klipphausen

## Ziegler und Klipphausen
Die  Ziegler und Klipphausen sind ein altes meißnisches Geschlecht, dass in mehreren Linien bis zum heutigen 21. Jahrhundert besteht.

### Geschichte
Die Stammreihe der Herren von Ziegler beginnt mit dem Besitzers des Vorwerks Röcknitz bei und Ratsherrn zu Dresden Wigand Ziegler, der 1329 urkundlich erwähnt wird und 1348 starb. Die Familie wurde noch 1372 urkundlich untert den Bürgern Dresdens genannt, hatte später das meißnische Münzamt inne und ging dann begütert in den Landalel über. Der 1553 gestorbene Stiftshauptmann zu Wurzen Hieronimus Ziegler baute auf seinem Besitz Röhrsdorf bei Meißen Schloß Klipphaus, wonach der Beiname angenommen wurde.

### Wappen
Das Stammwappen zeigt in Silber einen vierzinnigen roten Mauerbalken. Auf dem Helm mit rot-silbernen Helmdecken eine durch ein rotes Ziegeldach gesteckte silberne Säule, besteckt mit sechs Hahnenfedern.

## Von Ziegler-Witzleben
Durch die Heirat von Johanna Margarete Maximiliane von Ziegler und Klipphausen (* um 1770; † 26. Dezember 1815) mit Karl von Witzleben wurde das Geschlecht der von Ziegler-Witzleben begründet. Der Doppelname wurde offiziell eingetragen, bereits ihre Kinder Gustav Wilhelm Dietrich von Witzleben; Eduard von Witzleben; Maximilian Ernst Julius von Witzleben; Dietrich Rolf Friedrich von Witzleben und Eduard Philipp Karl von Witzleben führten allerdings nur den Namen Witzleben weiter.

## Von Ziegler und Ziegelberg

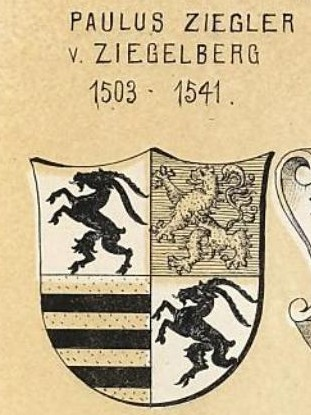
Wappen des Paul von Ziegler und Ziegelberg in Siebmachers Wappenbuch

Die Linie der Freiherren von Ziegler genannt Ziegelberg (Ziegelberger Linie) begann wohl mit Nikolaus Freiherr Ziegler genannt von Ziegelberg, auf der Herrschaft Barr. Weitergeführt wurde sie von Maximilian Freiherr Ziegler genannt von Ziegelberg und Friedrich Freiherr Ziegler genannt von Ziegelberg.
Nikolaus Freiherr von Ziegler war kaiserlicher Vizekanzler, Münzwarde in der Reichsmünzstätte in Nördlingen, oberster Sekretär der Hofkanzlei, Herr zu Barr im Elsaß und Landvogt von Schwaben. Sein Bruder Paul von Ziegler von Ziegelberg wurde Bischof von Chur (seit 1509). Weitere Brüder sind Caspar, seit 1498 Sekretär in der Kanzlei Königs Maximilians I., Hans, seit 1506 Probierer und Silberbrenner des Berg- und Hüttenwerks Rattenberg (Tirol); und eine illegitime Tochter. Ihr Vater war Friedrich († wohl 1513), wohl aus Dornhan (Schwarzwald), von Friedrich III. nobilitiert, Geschlachtgewander (Tuchmacher), seit 1471 Bürger in Nürnberg.

## Ziegler (Erfurt)

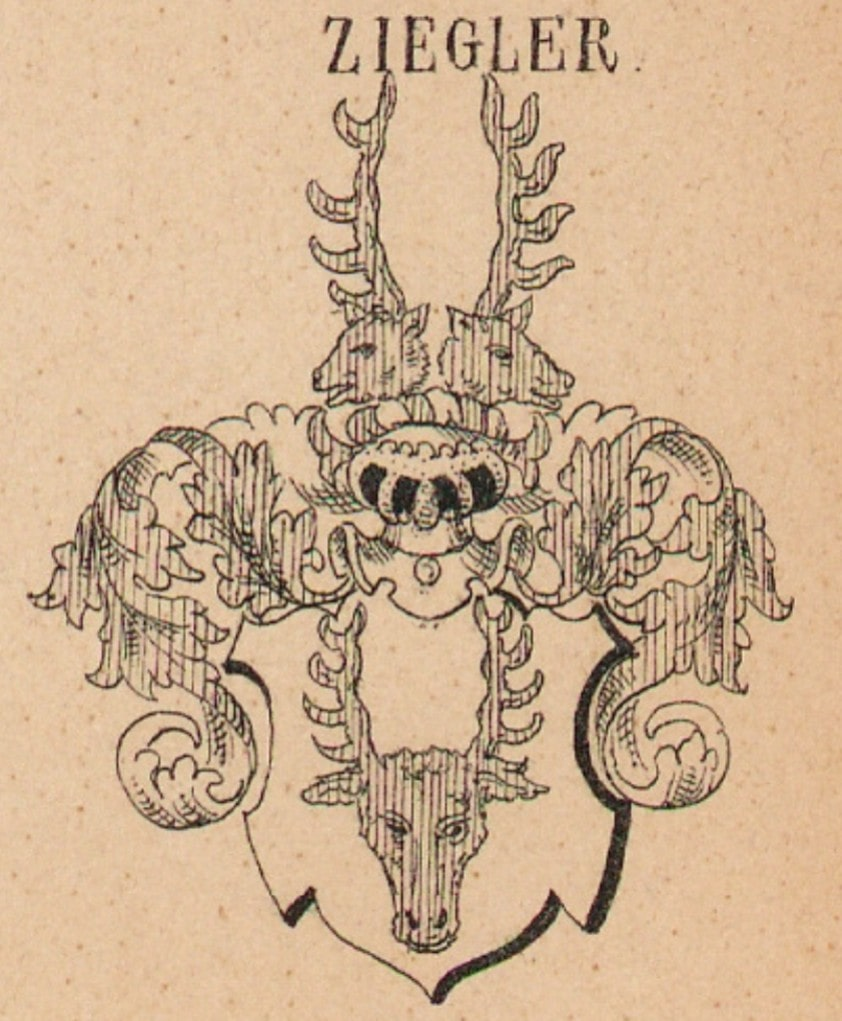
Wappen der Thüringischen bzw. Erfurter Herren von Ziegler in Siebmachers Wappenbuch

Die wappenverschiedenen Erfurter Ziegler waren ein Ratsherrengeschlecht.

### Geschichte
Das Geschlecht erscheint urkundlich 1216–1217 mit dem Bürger zu Erfurt Henricus de Latere, mit dem auch seine Stammreihe beginnt. Es war seit dem 16. Jahrhundert in der Gegend begütert und ging teilweise im 17. Jahrhundert als von Ziegler in den Landadel über. 1602 erwarb der vermögende Erfurter Waidhändler Hans von Ziegler das Rittergut Ingersleben und ließ den Adelssitz zwischen 1609 und 1622 vollständig umbauen. 1622 ließ Otto Heinrich von Ziegler anlässlich seiner Heirat mit Maria von Wangenheim einen großen Torbogen und ein schönes Hofportal errichten, das die Wappen beider Familien zeigt. Johann Siegmund von Ziegler kaufte 1702 das Rittergut Stotternheim. Der preußische Kriegs- und Domänenrat Ludolf Phillip von Ziegler ehelichte J. E. von Tresckow und erwarb das Rittergut Parcy im Herzogtum Magdeburg. Sein Sohn Carl Friedrich Phillip Ludwig vermählte sich mit einer von Botzheim, seine Töchter heiraten in die Familien von Katte und Phloto.

### Wappen
Das Wappen zeigt in Silber ein rotes Hirschgeweih vor sich hingekehrt. Helmzier: zwei nach außen gekehrte rotem Hirschköpfe, sodass von jedem nur eine Stange sichtbar ist; Helmdecken: weiß-rot.

## Ziegler von Pürgen

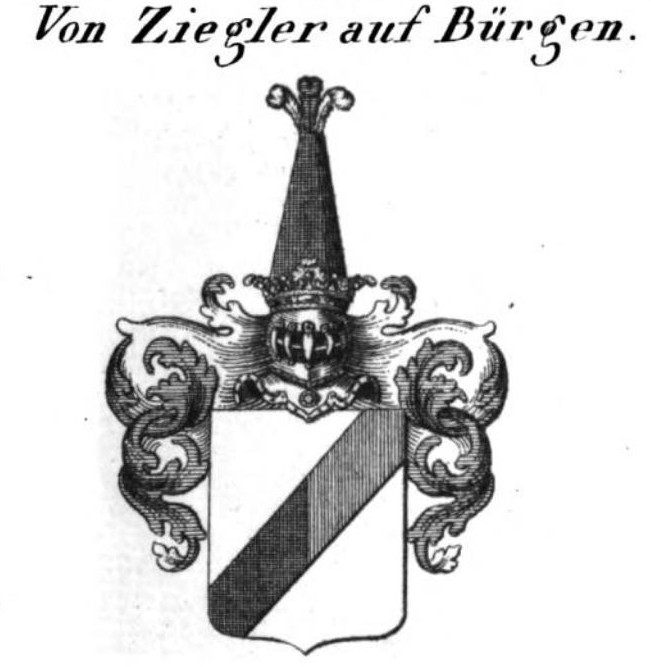
Wappen im Wappenbuch des gesammten Adels des Königreichs Bayern

Wahrscheinlich Abstammung von den Ziegler der Ziegelberger Linie. Diese Linie sind ursprünglich Immigranten aus Oberösterreich. Judas Thaddäus Ziegler war königlich bayerischer Titular-Hofrath und Herr auf der Hofmark Pürgen (auch: Bürgen). Am 29. November 1819 wurde er von König Maximilian I. in den bayerischen Adelsstand erhoben. Seine Tochter und der letzte Spross dieses Zweigs und Namens war Sophie von Ziegler (* 14. Februar 1829 auf Schloss Pürgen; † 20. Juni 1899 in München). Sie heiratete den Heraldiker Otto Titan von Hefner, mit dem sie auch Kinder hatte.

## Ziegler auf Schonstett und Stephanskirchen

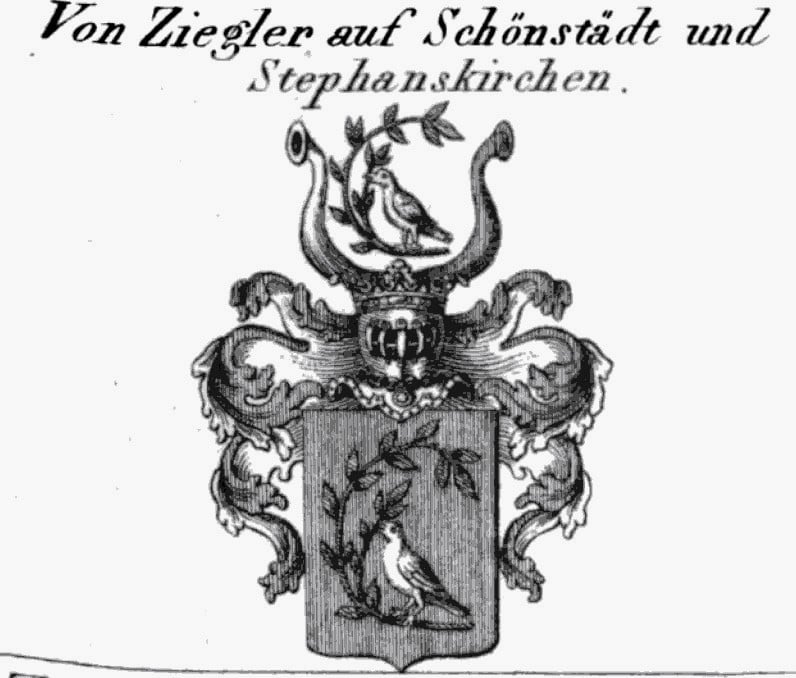
Wappen im Wappenbuch des gesammten Adels des Königreichs Bayern

Gleichen Ursprungs wie die Von Ziegler von Pürgen, allerdings anderen Wappens und Diploms. Franz Xaver Ziegler, Neffe des Judas Thaddäus von Ziegler-Pürgen, war königlich bayerischer Leutnant im 1. Bayerischen Infanterie Regiment. Am 27. Juni 1819 erhob König Maximilian auch ihn in den bayerischen Adelsstand mit dem Namenszusatz auf Schönstädt und Stephanskirchen. Er heiratete am 9. Mai 1838 Adelheid Anna Josepha Sophie (* 2. August 1810), Tochter des Appellationsgerichtspräsidenten Franz Reichsfreiherr zu Donnersperg. Aus dieser Ehe entstammten die Söhne Friedrich und Otto. Otto wurde königlich bayerischer Rechnungskommissär, Friedrich hingegen königlich bayerischer Ministerialrat, sowie Sekretär seiner Majestät des Königs. Er heiratete Theresie, eine Tochter des Augsburger Fabrikbesitzers Georg Haindl († 11. Mai 1878). Letzterer war Großvater des Papierfabrikanten Georg Haindl (1881).

## Weitere und nicht zuordnebare Geschlechter
Friedrich von Ziegler

Auch Friedrich von Ziegler war als Leiter des Kabinettssekretariats von König Ludwigs II. in staatlichen Diensten. Von 1888 bis 1894 war er Regierungspräsident der Oberpfalz und anschließend bis zu seinem Tod Regierungspräsident von Oberbayern.
Martin Ziegler

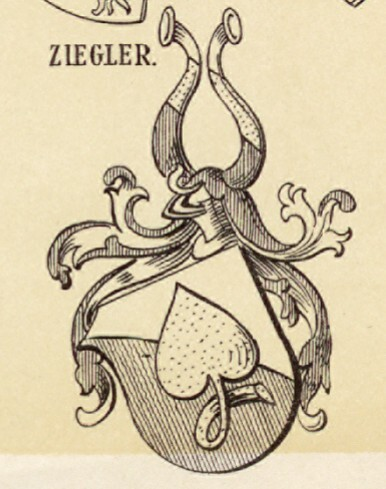
Wappen des Martin Ziegler in Siebmachers Wappenbuch

Burgsasse zu Wetterfeld, Ehemann von Barbara Ziegler, geboren von Kapfelberg. Nach dem Tod des Sohnes Thomas Ziegler (erwähnt im Jahr 1543) ist diese Linie ausgestorben.
Albrecht Adolf von Ziegler (* 23. Juni 1722, † 26. Dezember 1805)

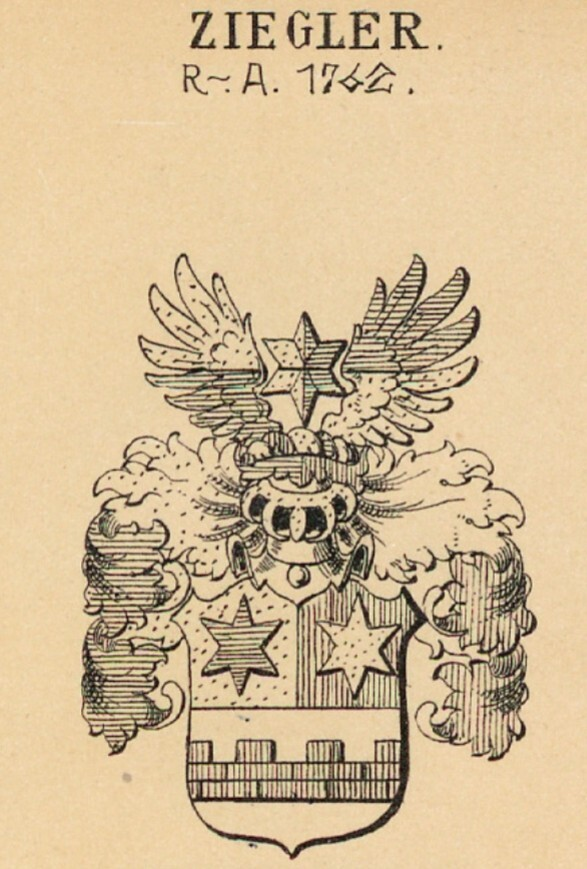
Wappen des Albrecht Adolf Ziegler in Siebmachers Wappenbuch

Sohn des am 25. Januar 1675 in Brandenburg a/H. geborenen und 18. April 1743 verstorbenen Schwedischen Hofkonditors Joachim Christopher von Ziegler. Albrecht Adolf von Ziegler war königlich Schwedischer Lieutenant beim Leibregiment zu Pferde, erhielt d. d. Wien 22. Mai 1762 des Heiligen Römischen Reiches Adelsstand, sowie d. d. 8. August 1775 auch den Schwedischen Adelsstand. Seine Nachkommenschaft ist nicht eindeutig geklärt. Einerseits soll er kinderlos verstorben sein, einige Experten allerdings meinen, dass er folgende Nachkommen hat:
- Johann Dettleff von Ziegler, königlich Polnischer Hofrat, verstorben am 5. September 1830 im Alter von 81 Jahren in Tuckum, hinterließ nach 35½ Jahren Ehe die Witwe Sybilla Gottliebe von Ziegler, geboren von Neuendorf
- Johann Ziegler, erhielt am 11. November 1790 den polnischen Adelsstand